# Момский хребет
Мо́мский хребе́т — горный хребет в северо-восточной Сибири. Полностью находится на территории Якутии. Протягивается к юго-востоку от среднего течения реки Индигирка. Длина — ок. 470 км, высота — 1600—2300 м. Высшая точка — 2533 м, около Полярного круга. Состоит в основном из песчаника и алевролитов. В осевой части в основном альпийские формы рельефа; склоны сильно расчленены долинами рек.

## Источник
- Момский хребет — статья из Большой советской энциклопедии.